# Kao Kazekage...! (Naruto epizoda)
Kao Kazekage...! je epizoda animea Naruto Shippuden. Ovo je 5. epizoda 1. sezone.

## Radnja
Epizoda počinje na mjestu gdje je prošla završila, s Gaarom i Deidarom. Cijelo ih selo gleda kako se bore te je u trenutku očito Gaara u vodstvu, iako je Deidara većini njegovih napada uglavnom izbjegao.
U međuvremenu, Kakashi, Naruto i Sakura upravo su završili ispit sa zvončićima. Tsunade i Shizune se pojave te objave kako će se formirati Tim Kakashi, no ovaj put će svi njegovi pripadnici biti jednaki.
Radnja se vraća natrag na Sunagakure, gdje su Baki i ostali Chunini iznenađeni Gaarinom borbom i odlučnosti. Gaara polako počinje sustizati Deidaru te mu uspijeva smrviti i oduzeti rame svojom tehnikom Pustinjski pijesak. Baki, razmišljajući o Gaarinim napadima i potpunoj obrani, brine se zbog Gaarinog mogućeg gubitka kontrole nad svojom moći, no Kankuro ga uvjerava kako se to neće dogoditi, jer mu je to sam Gaara rekao u jednom razgovoru, u kojem spominje važnost Narutovih riječi kako se treba boriti za druge ljude, do kojih ti je stalo, a ne samo za sebe. 
Pošto su završili ispit sa zvončićima, Kakashi, Naruto i Sakura vrate se u selo te odu u Ichirakuov Ramen Bar, očekujući da ih Kakashi časti. Jiraiya se pojavi te obavijesti Kakashija kako odlazi sakupljati informacije o Akatsukiju. Kakashi se zatim izvuče iz situacije čašćenja porcijom ramena pod izlikom da mora srediti dokumente za novonastali tim. Naruto pita Sakuru pri jelu jesu li oni na neki način na spoju, a ona mu odgovara da može, ali samo ako on plaća.
Natrag kod Sunagakurea, Baki sakupi nekoliko ninja te im zapovjedi da oglase alarm te pripreme obranu zbog sumnje da u selu ima još nekoliko provalnika. Deidara zatim izbaci svoj specijalitet, očito masivnu glinenu bombu (C3) pomiješanu s chakrom, na selo. Gaara i ostatak Sunagakurea bespomoćno gledaju kad Deidara detonira bombu.